# Anastasija Gorodko
Anastasija Andriejewna Gorodko (ros.: Анастасия Андреевна Городко; ur. 14 maja 2005) – kazachska narciarka dowolna, specjalizująca się w jeździe po muldach, dwukrotna brązowa medalistka mistrzostw świata i trzykrotna medalistka mistrzostw świata juniorów.

## Kariera
Po raz pierwszy na arenie międzynarodowej pojawiła się 13 stycznia 2020 roku w Airolo, gdzie w zawodach Pucharu Europy wygrała w jeździe po muldach. W 2021 roku wystąpiła na mistrzostwach świata juniorów w Kranojarsku zajmując czwarte miejsce w jeździe po muldach i piąte w muldach podwójnych.
W Pucharze Świata zadebiutowała 12 grudnia 2020 roku w Idre, gdzie zajęła 26. miejsce w jeździe po muldach. Tym samym już w debiucie zdobyła pierwsze punkty. Na podium zawodów pucharowych pierwszy raz stanęła 1 lutego 2025 roku w Val Saint-Côme, gdzie w muldach podwójnych była druga.
W 2021 roku wywalczyła brązowy medal w muldach podwójnych na mistrzostwach świata w Ałmaty, wyprzedziły ją tylko dwie Rosjanki: Anastasija Smirnowa i Wiktorija Łazarienko. W 2022 roku wzięła udział w igrzyskach olimpijskich w Pekinie, gdzie jazdę po muldach ukończyła na 21. pozycji. Miesiąc później wywalczyła trzy medale podczas mistrzostw świata juniorów w Chiesa in Valmalenco: złoty w muldach podwójnych oraz srebrne w jeździe po muldach i muldach podwójnych drużynowo.

## Osiągnięcia

### Igrzyska olimpijskie
| Miejsce | Dzień    | Rok  | Miejscowość | Konkurencja      | Zwyciężczyni   |
| ------- | -------- | ---- | ----------- | ---------------- | -------------- |
| 21.     | 6 lutego | 2022 | Pekin       | Jazda po muldach | Jakara Anthony |

### Mistrzostwa świata
| Miejsce | Dzień    | Rok  | Miejscowość | Konkurencja      | Zwyciężczyni        |
| ------- | -------- | ---- | ----------- | ---------------- | ------------------- |
| 13.     | 8 marca  | 2021 | Ałmaty      | Jazda po muldach | Perrine Laffont     |
| 3.      | 9 marca  | 2021 | Ałmaty      | Muldy podwójne   | Anastasija Smirnowa |
| 10.     | 19 marca | 2025 | Engadyna    | Jazda po muldach | Perrine Laffont     |
| 3.      | 21 marca | 2025 | Engadyna    | Muldy podwójne   | Jaelin Kauf         |

### Puchar Świata

#### Pozycje w klasyfikacji generalnej
Od sezonu 2020/2021 klasyfikacja jazdy po muldach jest jednocześnie klasyfikacją generalną.
- sezon 2020/2021: 23.
- sezon 2021/2022: 19.
- sezon 2023/2024: 11.
- sezon 2024/2025: 8.

#### Miejsca na podium
1. Saint-Côme – 1 lutego 2025 (muldy podwójne) – 2. miejsce
2. Ałmaty – 1 marca 2025 (muldy podwójne) – 3. miejsce